# NGC 4684
NGC 4684 ist eine 11,5 mag helle, Linsenförmige Galaxie vom Hubble-Typ SB0/a im Sternbild Jungfrau auf der Ekliptik. Sie ist schätzungsweise 66 Millionen Lichtjahre von der Milchstraße entfernt und hat einen Durchmesser von etwa 60.000 Lichtjahren.
Im selben Himmelsareal befindet sich u. a. die Galaxie NGC 4691.
Das Objekt wurde am 17. April 1784 von Wilhelm Herschel mit einem 18,7-Zoll-Spiegelteleskop entdeckt, der sie mit „pF, pL, E, r“ beschrieb.